# U.S. Bank Stadium
O U.S. Bank Stadium é o estádio de futebol americano no centro da cidade de Minneapolis, Minnesota, nos Estados Unidos. É a casa do Minnesota Vikings da National Football League (NFL) desde 2016.
Os Vikings jogaram no antigo Hubert H. Humphrey Metrodome de 1982 até 2013 e antes disso no Metropolitan Stadium em Bloomington, Minnesota de 1961 a 1981. Nas temporadas de 2014 e 2015, os Vikings jogaram no TCF Bank Stadium, no campus da Universidade de Minnesota enquanto o novo estádio era construído. Em 17 de junho de 2016, a construção do U.S. Bank Stadium foi completada pela empresa Mortenson Construction. Então a autoridade para ocupar e usar o estádio foi dada aos Vikings e a Minnesota Sports Facilities Authority. O estádio foi oficialmente completado seis semanas antes da cerimônia de cortar o laço da inauguração do campo, que aconteceu em 22 de julho de 2016. Os Vikings jogarão seu primeiro jogo de temporada regular no U.S. Bank Stadium em 18 de setembro de 2016 contra o Green Bay Packers no NBC Sunday Night Football.
É o primeiro estádio de teto fixo construído para um time da NFL desde Ford Field, lar do Detroit Lions, aberto em 2002. Em março de 2015, o orçamento estimado para a construção do U.S. Bank Stadium é estimado em US$ 1,061 bilhões de dólares, dos quais US$ 348 milhões vieram do governo do estado de Minnesota, US$ 150 milhões vieram da prefeitura da cidade de Minneapolis e US$ 551 milhões foram pagos pelo próprio time ou por contribuintes privados.
Em 15 de junho de 2015, os Vikings anunciaram oficialmente que o U.S. Bank havia adquirido os naming rights para o estádio. O acordo envolveu um pagamento de US$ 220 milhões de dólares por 25 anos. O estádio sediou o Super Bowl LII em 4 de fevereiro de 2018, além do ESPN X Games em 2017 e 2018 e o NCAA Final Four de 2019, e sediará o evento de Luta Livre SummerSlam em 1 e 2 de Agosto de 2026.

## Fotos

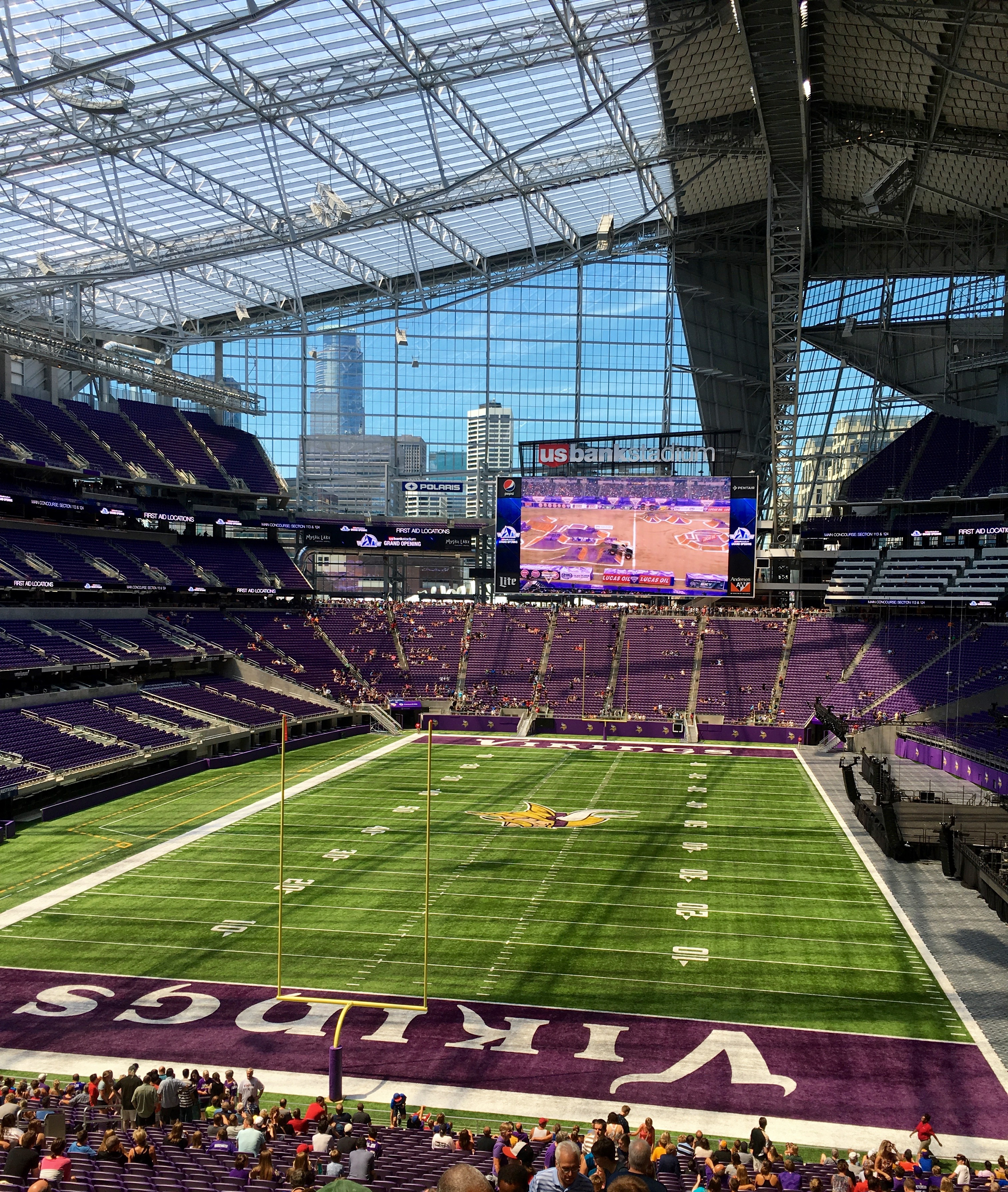
O interior do estádio.
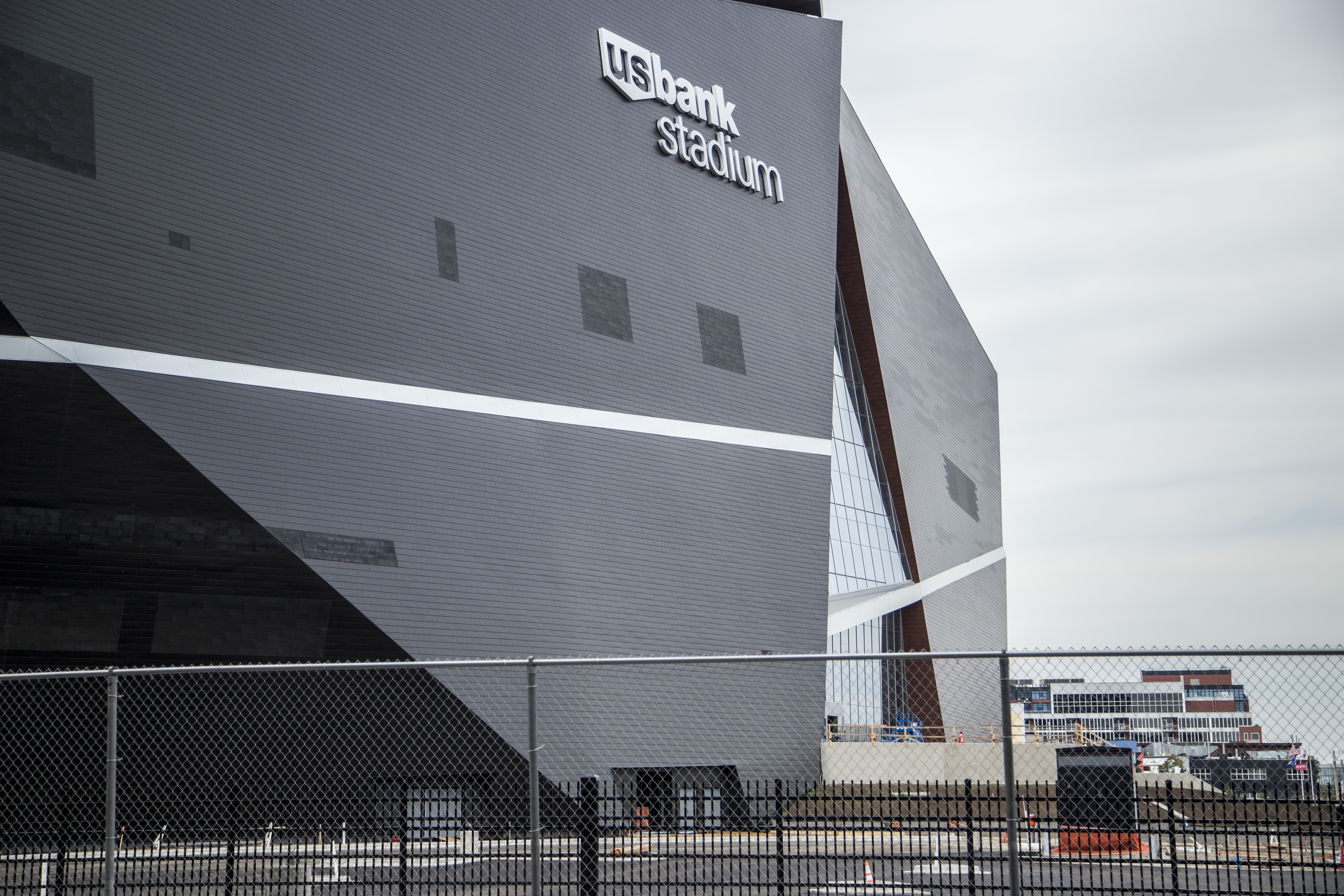
A fachada sudeste do U.S. Bank Stadium.
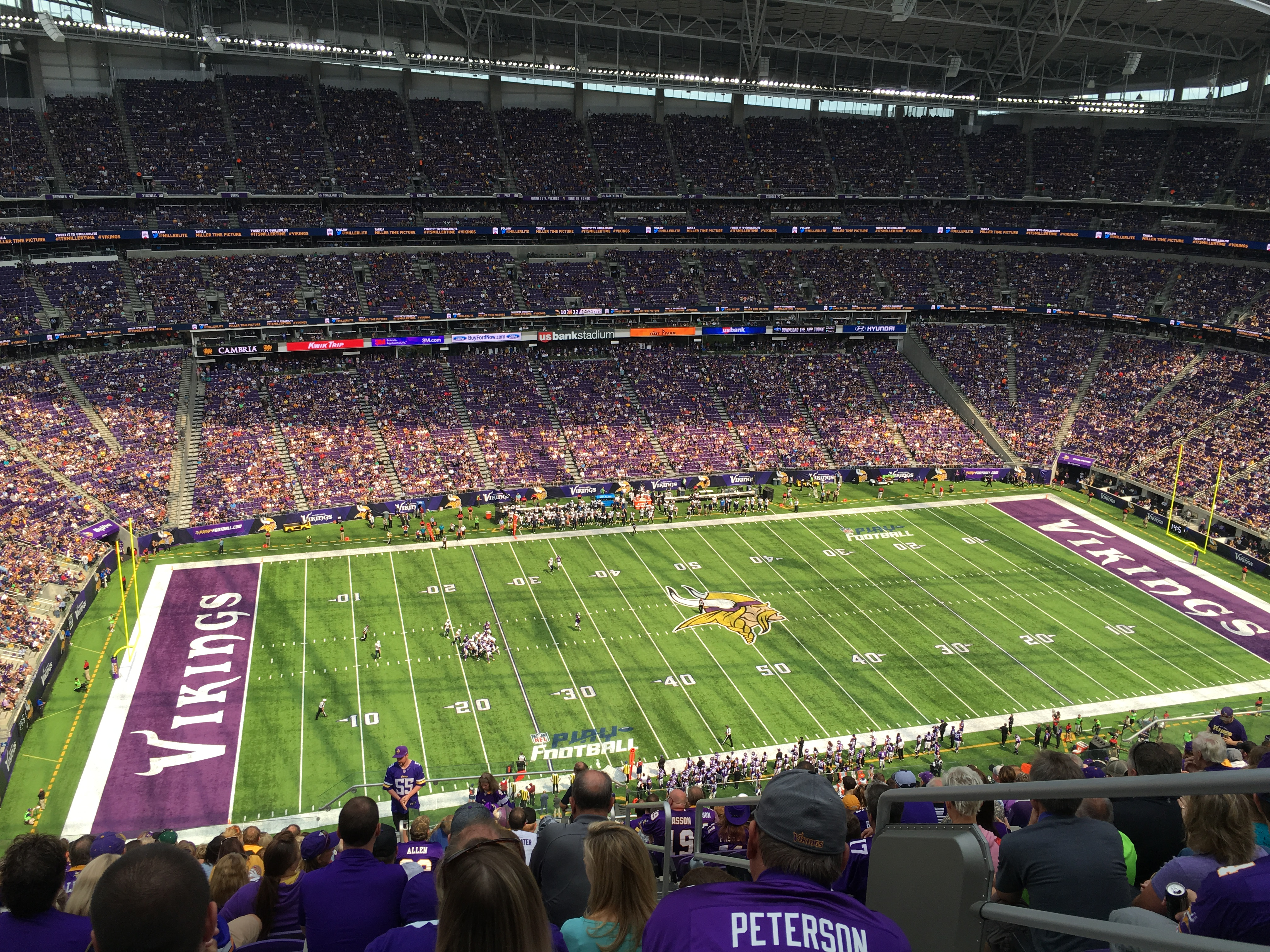
O primeiro jogo no estádio, em agosto de 2016.